# João Pedro (football, 1992)
Pour les articles homonymes, voir João Pedro.
João Pedro, né le 9 mars 1992 à Ipatinga, est un footballeur international italien d'origine brésilienne, évoluant au poste d'attaquant ou de milieu offensif à l'Atlético San Luis.

## Biographie

### Formation et débuts à l'Atlético Mineiro
João Pedro voit le jour en mars 1992 à Ipatinga, dans l'État du Minas Gerais au Brésil. Il reçoit sa formation footballistique à l'Atlético Mineiro de 2006 à 2010. 
Pedro fait ses débuts professionnels le 23 mai 2010 en remplaçant Carlos Corrêa lors d'une victoire 3-1 contre l'Athletico Paranaense en Série A. Le 4 juin, il est titularisé face au Grêmio et reçoit le premier carton rouge de sa carrière. Pedro découvre la compétition continentale en août 2010, titulaire contre le Grêmio Barueri en Copa Sudamericana. Il totalise treize rencontres avec son club formateur.

### US Palerme et prêts
Rapidement remarqué en Europe, Pedro signe au club italien de l'US Palerme le 30 août 2010.
Pedro joue son premier match le 16 septembre 2010, entrant en jeu contre le Sparta Prague en Ligue Europa. Le 17 janvier 2011, il découvre la Serie A en remplaçant Josip Iličić face au Cagliari Calcio. Le jeune brésilien peine à s'imposer au sein du club sicilien et cumule quatre matches à la moitié de la saison.
Pedro est prêté pour le reste de la saison au Vitória de Guimarães le 29 janvier 2011. Le 6 février, il est titulaire pour ses débuts en Primeira Liga face au CD Nacional. Pedro joue six rencontres de championnat avant de revenir à Palerme au terme d'un prêt peu concluant.
Le 19 août 2011, Pedro rejoint en prêt le CA Peñarol, club uruguayen. Il parvient à s'imposer comme titulaire en championnat, débutant treize matches sur quinze. Pedro inscrit son premier doublé le 24 septembre 2011 et participe à un succès 0-4 face au CA River Plate. Il quitte Peñarol en ayant joué vingt-trois rencontres pour sept buts toutes compétitions confondues.

### Passages au Santos FC et Estoril
Le 5 juillet 2012, Pedro s'engage avec le club brésilien du Santos FC.
Il entre en jeu à la place d'Ezequiel Miralles le 15 juillet au cours d'un nul 0-0 contre l'Internacional en Série A. Pedro reçoit son unique titularisation le 27 juillet face à son club formateur de l'Atlético Mineiro. Après dix matchs sans buts, il ne rejoue pas pendant plusieurs mois, entre octobre 2012 et juillet 2013. Durant cette période, Pedrose maintient au niveau mais s'entraîne en dehors du groupe.
Indésirable à Santos, Pedro s'engage en faveur du GD Estoril-Praia en juillet 2013.
De retour dans le championnat portugais, le Brésilien se montre à son avantage lors de la saison 2013-2014. Pedro marque huit buts en vingt-quatre matches et participe également à la Ligue Europa. 

### Cagliari Calcio
Le 1er septembre 2014, Pedro signe au Cagliari Calcio. Il prend le numéro dix et annonce lors de sa présentation vouloir « essayer d'apporter ma contribution pour amener Cagliari le plus haut possible ».
Pedro joue son premier match le 14 septembre, entrant en jeu durant un nul 1-1 contre l'Atalanta Bergame. Il marque son premier but le 29 novembre contre la Lazio Rome. En janvier 2015, le milieu se montre précieux face à Cesena en ouvrant le score puis en délivrant une passe lors d'un succès 2-1 au Stade Sant'Elia. Sur le plan individuel, Pedro clôt sa première saison avec cinq buts en championnat mais Cagliari est relégué. Malgré cela, le joueur reste en Sardaigne.
Il fait ses débuts en Serie B le 7 septembre 2015 contre Crotone. La descente du club en seconde division permet à Pedro de prendre une place de titulaire indiscutable et de s'améliorer à la finition. Il réalise son premier triplé en carrière le 16 avril 2016, contribuant à une victoire fleuve 6-0 face au Brescia Calcio. Pedro termine l'exercice avec treize buts et sept passes décisives, faisant de lui un élément majeur du sacre de Cagliari en championnat qui remonte un an après sa relégation.
Au mois de juillet 2016, Pedro renouvèle son contrat au club jusqu'en 2020. Sa saison 2016-2017 est marquée par les blessures dont une fracture du péroné en octobre qui lui fait rater deux mois de compétition. Malgré cela, Pedro inscrit sept buts en vingt-deux rencontres, dont son premier doublé en Serie A face au Chievo Vérone.
Malgré une première partie réussie avec cinq buts, Pedro connaît une fin de saison 2017-2018 mouvementée. Il est en effet contrôlé positif à l'hydrochlorothiazide, un diurétique, après deux contrôles antidopage passés en février 2018. Pedro est suspendu pendant huit matches de championnat mais revient le 13 mai, au cours de la victoire 1-0 à la Fiorentina qui entérine le maintien de Cagliari. Il est finalement suspendu six mois trois jours plus tard.
Pedro retrouve les terrains en septembre 2018, ayant raté les trois premières journées de la saison 2018-2019. Il marque dès son retour le 16 septembre en ouvrant le score contre l'AC Milan (1-1). Pedro dispute un total de trente-quatre matches pour sept réalisations.
Au début de la saison 2019-2020, la blessure de l'attaquant vedette de l'équipe, Leonardo Pavoletti, conduit Rolando Maran à repositionner Pedro en second attaquant et à l'associer à Giovanni Simeone. Il ouvre son compteur le 1er septembre 2019 en inscrivant l'unique but des siens lors d'une défaite 1-2 à domicile contre l'Inter Milan. Le 30 octobre, Pedro réalise un doublé face au Bologne FC (victoire 3-2) qui le fait entrer dans le top dix des meilleurs buteurs de l'histoire de Cagliari avec quarante-quatre buts. Le club, conscient des performances de son joueur, le prolonge jusqu'en 2023. De novembre à décembre, Pedro marque six buts en autant de journées et s'installe parmi les meilleurs buteurs du championnat, comptant onze réalisations à la fin de la phase aller.

### Hull City
Le 26 septembre 2024, Pedro a rejoint le club de l'EFL Championship Hull City avec un contrat initial d'un an, avec une option pour douze mois supplémentaires. Il a fait ses débuts le 5 octobre 2024 lorsqu'il est entré en jeu en tant que remplaçant de Chris Bedia à la 72e minute lors de la défaite 0–4 à l'extérieur contre Norwich City.

### En équipe nationale
En 2009, Pedro est convoqué avec l'équipe du Brésil des moins de 17 ans. Il dispute alors le championnat de la CONMEBOL au Chili qui voit les Brésiliens remporter la compétition aux dépens de l'Argentine. En octobre 2009, il est retenu pour disputer à la Coupe du monde des moins de 17 ans. Pedro marque un but en onze sélections avec cette catégorie.
En janvier 2022 il est appelé pour la première fois par Roberto Mancini pour représenter l'Italie. Il n'y aura pas de match au programme mais seulement une revue d'effectif.

## Statistiques
Ce tableau résume les statistiques en carrière de João Pedro.
| Saison                | Club                        | Championnat           | Championnat | Championnat | Championnat | Coupe nationale | Coupe nationale | Coupe nationale | Coupe de la Ligue | Coupe de la Ligue | Coupe de la Ligue | Compétition(s) continentale(s) | Compétition(s) continentale(s) | Compétition(s) continentale(s) | Compétition(s) continentale(s) | Italie | Italie | Italie | Total | Total | Total |
| Saison                | Club                        | Division              | M.          | B.          | P.d.        | M.              | B.              | P.d.            | M.                | B.                | P.d.              | Comp.                          | M.                             | B.                             | P.d.                           | M.     | B.     | P.d.   | M.    | B.    | P.d.  |
| 2010                  | Atlético Mineiro            | Série A               | 11          | 0           | 0           | -               | -               | -               | -                 | -                 | -                 | CS                             | 2                              | 0                              | 0                              | -      | -      | -      | 13    | 0     | 0     |
| Sous-total            | Sous-total                  | Sous-total            | 11          | 0           | 0           | -               | -               | -               | -                 | -                 | -                 | -                              | 2                              | 0                              | 0                              | -      | -      | -      | 13    | 0     | 0     |
| 2010-2011             | US Palerme                  | Serie A               | 1           | 0           | 0           | -               | -               | -               | -                 | -                 | -                 | C3                             | 3                              | 0                              | 0                              | -      | -      | -      | 4     | 0     | 0     |
| Sous-total            | Sous-total                  | Sous-total            | 1           | 0           | 0           | -               | -               | -               | -                 | -                 | -                 | -                              | 3                              | 0                              | 0                              | -      | -      | -      | 4     | 0     | 0     |
| 2010-2011             | Vitória de Guimarães (prêt) | Primeira Liga         | 6           | 0           | 0           | 1               | 0               | 0               | -                 | -                 | -                 | -                              | -                              | -                              | -                              | -      | -      | -      | 7     | 0     | 0     |
| Sous-total            | Sous-total                  | Sous-total            | 6           | 0           | 0           | 1               | 0               | 0               | -                 | -                 | -                 | -                              | -                              | -                              | -                              | -      | -      | -      | 7     | 0     | 0     |
| 2011-2012             | CA Peñarol (prêt)           | Primera División      | 15          | 6           | 5           | -               | -               | -               | -                 | -                 | -                 | CL                             | 8                              | 1                              | 1                              | -      | -      | -      | 23    | 7     | 6     |
| Sous-total            | Sous-total                  | Sous-total            | 15          | 6           | 5           | -               | -               | -               | -                 | -                 | -                 | -                              | 8                              | 1                              | 1                              | -      | -      | -      | 23    | 7     | 6     |
| 2012                  | Santos FC                   | Série A               | 10          | 0           | 0           | -               | -               | -               | -                 | -                 | -                 | -                              | -                              | -                              | -                              | -      | -      | -      | 10    | 0     | 0     |
| Sous-total            | Sous-total                  | Sous-total            | 10          | 0           | 0           | -               | -               | -               | -                 | -                 | -                 | -                              | -                              | -                              | -                              | -      | -      | -      | 10    | 0     | 0     |
| 2013-2014             | GD Estoril-Praia            | Primeira Liga         | 24          | 8           | 2           | 4               | 0               | 0               | 3                 | 1                 | 0                 | C3                             | 10                             | 0                              | 1                              | -      | -      | -      | 41    | 9     | 3     |
| 2014-2015             | GD Estoril-Praia            | Primeira Liga         | 3           | 1           | 0           | -               | -               | -               | -                 | -                 | -                 | -                              | -                              | -                              | -                              | -      | -      | -      | 3     | 1     | 0     |
| Sous-total            | Sous-total                  | Sous-total            | 27          | 9           | 2           | 4               | 0               | 0               | 3                 | 1                 | 0                 | -                              | 10                             | 0                              | 1                              | -      | -      | -      | 44    | 10    | 3     |
| 2014-2015             | Cagliari Calcio             | Serie A               | 29          | 5           | 2           | 1               | 0               | 0               | -                 | -                 | -                 | -                              | -                              | -                              | -                              | -      | -      | -      | 30    | 5     | 2     |
| 2015-2016             | Cagliari Calcio             | Serie B               | 38          | 13          | 7           | 3               | 0               | 0               | -                 | -                 | -                 | -                              | -                              | -                              | -                              | -      | -      | -      | 41    | 13    | 7     |
| 2016-2017             | Cagliari Calcio             | Serie A               | 22          | 7           | 3           | -               | -               | -               | -                 | -                 | -                 | -                              | -                              | -                              | -                              | -      | -      | -      | 22    | 7     | 3     |
| 2017-2018             | Cagliari Calcio             | Serie A               | 22          | 5           | 1           | 2               | 1               | 0               | -                 | -                 | -                 | -                              | -                              | -                              | -                              | -      | -      | -      | 24    | 6     | 1     |
| 2018-2019             | Cagliari Calcio             | Serie A               | 34          | 7           | 2           | 2               | 0               | 0               | -                 | -                 | -                 | -                              | -                              | -                              | -                              | -      | -      | -      | 36    | 7     | 2     |
| 2019-2020             | Cagliari Calcio             | Serie A               | 36          | 18          | 4           | 3               | 1               | 0               | -                 | -                 | -                 | -                              | -                              | -                              | -                              | -      | -      | -      | 39    | 19    | 4     |
| 2020-2021             | Cagliari Calcio             | Serie A               | 37          | 16          | 3           | 3               | 0               | 0               | -                 | -                 | -                 | -                              | -                              | -                              | -                              | -      | -      | -      | 40    | 16    | 3     |
| 2021-2022             | Cagliari Calcio             | Serie A               | 37          | 13          | 4           | 2               | 0               | 0               | -                 | -                 | -                 | -                              | -                              | -                              | -                              | 1      | 0      | 0      | 40    | 13    | 4     |
| Sous-total            | Sous-total                  | Sous-total            | 255         | 84          | 26          | 16              | 2               | 0               | -                 | -                 | -                 | -                              | -                              | -                              | -                              | 1      | 0      | 0      | 272   | 86    | 26    |
| 2022-2023             | Fenerbahçe                  | Süper Lig             | 14          | 1           | 1           | -               | -               | -               | -                 | -                 | -                 | C3                             | 7                              | 1                              | 0                              | -      | -      | -      | 21    | 2     | 1     |
| Sous-total            | Sous-total                  | Sous-total            | 14          | 1           | 1           | -               | -               | -               | -                 | -                 | -                 | -                              | 7                              | 1                              | 0                              | -      | -      | -      | 21    | 2     | 1     |
| Total sur la carrière | Total sur la carrière       | Total sur la carrière | 339         | 100         | 34          | 21              | 2               | 0               | 3                 | 1                 | 0                 | -                              | 30                             | 2                              | 2                              | 1      | 0      | 0      | 394   | 105   | 36    |

## Palmarès
En club
 Atlético Mineiro
- Campeonato Mineiro
  - Vainqueur en 2010

 Santos FC
- Recopa Sudamericana
  - Vainqueur en 2012

 Cagliari Calcio
- Championnat d'Italie D2
  - Champion en 2016

 Fenerbahçe SK
- Coupe de Turquie
  - Vainqueur en 2023

En sélection
 Brésil -17 ans
- Championnat de la CONMEBOL des moins de 17 ans
  - Vainqueur en 2009